# Rödskärs häran
Rödskärs häran är ett skär i Åland (Finland). Det ligger i Skärgårdshavet och i kommunen Kökar i landskapet Åland, i den sydvästra delen av landet. Ön ligger omkring 67 kilometer öster om Mariehamn och omkring 220 kilometer väster om Helsingfors.
Öns area är 1,5 hektar och dess största längd är 240 meter i nord-sydlig riktning. Trakten är glest befolkad. Närmaste större samhälle är Kökar, 11,2 km nordväst om Rödskärs häran.